# Ojos negros (película)
Ojos negros (Очи чёрные, Oci ciornie, Black eyes) es una película soviético-italiana estrenada en el 1987 y dirigida por Nikita Mikhalkov. Se basa en varios relatos cortos de Antón Chéjov, entre ellos La dama del perrito, para contar una historia de amores frustrados e ilusiones perdidas.

## Sinopsis
Una mañana, a bordo de un barco de vapor, Romano (Marcello Mastroianni), cuenta la triste historia de su vida a un hombre que acaba de conocer: a pesar de su origen humilde consigue llegar a la Universidad. Muy joven se casa con Elisa, su compañera de clase, y va a vivir a su enorme finca familiar, tras vencer la oposición de su acaudalada familia, que jamás le aceptó como uno de los suyos. Durante los años de matrimonio, su naturaleza creativa de arquitecto de profesión, se va marchitando, dejándolo sin aspiraciones en la vida, con un amor vacío y monótono. Años después, cuando su vida en casa se vuelve agotadora, Romano decide pasar una temporada en las termas de Montecatini en la Toscana, donde se enamorará de una tímida mujer rusa con unos preciosos ojos negros (Очи чёрные), llamada Ana (Elena Safonova).
Anna habla con fluidez el italiano y deja encandilado a Romano. El amor entre ellos se desata dividiendo a Romano entre el deber y el sentimiento. Anna sin despedirse de Romano decide irse a casa dejándole una carta de despedida escrita en ruso, idioma desconocido para Romano, cuando él se da cuenta, decide ir en busca de su amante.
Una vez tomada la decisión Romano viaja a Rusia fingiendo ser un empresario en un presunto viaje de negocios en el que intenta vender a las autoridades locales un cristal irrompible, a fin de entrar en los círculos de la alta sociedad y así, con suerte, encontrar a la joven.  Después de un largo viaje desde San Petersburgo, Romano finalmente encuentra a su amada Anna en la ciudad de Sysoev (esta escena fue grabada en Kostroma). Al encontrarse en Sysoev, Anna casi se desmaya...ella está casada con un conocido funcionario de alto copete (Inocencio Smoktunovskij).
Anna le confiesa su amor a Romano y él, cegado de felicidad, le promete que a su llegada a Italia se divorciará de inmediato y regresará a Rusia para casarse con ella e irse juntos a Europa. Al regresar a casa, le notifican que la familia de su mujer está pasando por una crisis económica, están en banca rota. El sentido del deber y los recuerdos nostálgicos de una juventud feliz hacen que Romano se quede en Italia con su esposa. Después de un tiempo, Romano se olvida de Anna y las promesas que se hicieron.
En esa mañana, a bordo del barco de vapor, vemos al protagonista 8 años después de su gran historia de juventud. Después de que Romano se haya confesado a Pavel, el anónimo viajero ruso (Vsevolod Larionov), este se siente identificado y le explica como se casó. Hace siete años encontró, a una reservada dama que había sido desgraciada en su matrimonio. Vivía entonces con su tía, dicen que esperando a alguien, le pidió matrimonio varias veces, pero ella solo lo rechazaba. Pavel sabía que era un hombre viejo, feo y tímido, pero la amaba. La dama le dijo que nunca lo querría, mientras no dejaba de sollozar, pero finamente, aceptó casarse, y Pavel aceptó la humillación, de jamás ser correspondido. La misteriosa dama de blanco, dormida en la cubierta del mismo barco, sigue esperando a su amado.

## Equipo técnico
|                     | Datos                                  |
| ------------------- | -------------------------------------- |
| Guionistas          | Alexander Adabashyan, Nikita Mikhalkov |
| Director            | Nikita Mikhalkov                       |
| Operador            | Franco Di Giacomo                      |
| Dirección artística | Alexander Adabashyan                   |

## Reparto
| Actor                                         | Personaje                                         |
| --------------------------------------------- | ------------------------------------------------- |
| Marcello Mastroianni                          | el arquitecto y protagonista Romano Patras        |
| Elena Safonova                                | Anna S. , la dama del perrito, la amada de Romano |
| Inocencio Smoktunovskij                       | Modest Petrovich, el alcalde                      |
| Vsevolod Larionov                             | empresario                                        |
| Pavel Alekseev, el anónimo pasajero del barco |                                                   |
| Silvana Mangano                               | Elisa, esposa de Romano                           |
| Yuri Bogatyrev                                | Alexander, líder de la nobleza                    |
| Larisa Kuznetsova                             | Zinaida, su esposa                                |
| Dmitry Zolotukhin                             | Konstantin Stepanovich, el veterinario de Sysoev  |
| Oleg Tabakov                                  | Peter V.                                          |
| Gennady Matveyev                              | jefe de la policía                                |
| Marta Keller                                  | Tina                                              |
| Paolo Baroni                                  | Manlio amigo de Romano                            |
| Pina Chei                                     | madre Eliza                                       |
| Roberto Gerlitska                             | abogado                                           |
| Avangard Leontiev                             | oficial de San Petersburgo                        |
| Paul Kadochnikov                              | oficial de San Petersburgo                        |
| Alexander Filippenko                          | oficial de San Petersburgo                        |
| Alexei Kuznetsov                              | hombre del conjunto del Mariscal de la Nobleza    |
| Lubov Rudnev                                  | doncella                                          |
| Galina Bokashevskaya                          | doncella                                          |
| Nino Benjamin                                 | comprador                                         |
| Maria Grazia Bon                              | su esposa                                         |
| Elgudja Burduli                               | cocinero del barco                                |
| Iza Gallinelli                                | el propietario de la casa de huéspedes            |
| Francesco De Rosa                             | Invitado                                          |
| Pierluigi Cervetto                            | maestro de gimnasia rítmica                       |
| Renju Marignano                               | general                                           |
| Maria Grazia Nazdari                          | víctima                                           |
| Riccardo Paricio Perrotti                     | Dodo                                              |
| Carola Stagnaro                               | Profesora                                         |
| Max Turilli                                   | padre Alemán                                      |
| Olga Voschilina                               | hija de Constantino                               |
| Alexander Piatkov                             | hombre que se encuentra en Sysoev                 |
| Natalia Jorojorina                            | la dama de la suite del Mariscal de la Nobleza    |
| Alexander Adabashyan                          | personal médico del sanatorio                     |
| Loredana Martínez                             | Extra                                             |
| Evelyn Meghangi                               | Extra                                             |
| Francesca Ventura                             | Extra                                             |
| Isabella Rossellini                           | Extra                                             |
| Michael Buzylёv                               | Kretso - Extra                                    |

## Premios
- 1988: Nominada a mejor película de habla no inglesa en los BAFTA.
- 1987: Nominada al mejor actor (Marcello Mastroianni) en los Oscar.
- 1987: Nominada a mejor película de habla no inglesa en los Globos de oro.
- 1987: Nominada al mejor actor (Marcello Mastroianni)  en el Festival de Cannes.
- 1987: Cinco nominaciones a mejor actor (Marcello Mastroianni) y actriz (Elena Safonova) en los Premios David di Donatello.
- 1987: Nominada a mejor película extranjera en los Premios César.